# Encymon
Encymon es un género de coleóptero de la familia Endomychidae.

## Especies
Las especies de este género son:
- Encymon ater
- Encymon bipustulatus
- Encymon buruanus
- Encymon cinctipes
- Encymon cyanipennis
- Encymon eumera
- Encymon ferialis
  - Encymon ferialis ferialis
  - Encymon ferialis sumatranus
- Encymon gorhami
- Encymon immaculatus
- Encymon nigricollis
- Encymon papuanus
- Encymon pedanus
- Encymon regalis
  - Encymon regalis atripes
  - Encymon regalis regalis
- Encymon resinatus
- Encymon ruficollis
- Encymon schwarzbaueri
- Encymon scintillans
  - Encymon scintillans aspilotus
  - Encymon scintillans scintillans
- Encymon truncaticollis
  - Encymon truncaticollis atriceps
  - Encymon truncaticollis truncaticollis
- Encymon violaceus